# Billy Gilliland
William A. "Billy" Gilliland (* 27. März 1957 in Greenock) ist ein ehemaliger schottischer Badmintonspieler. Er ist einer der erfolgreichsten Akteure in dieser Sportart in Schottland.

## Karriere
Gilliland gewann 1977 Bronze bei der 1. Badmintonweltmeisterschaft sowie dreimal Bronze bei Europameisterschaften. 1985 siegte er bei den All England.

## Sportliche Erfolge
| Saison    | Veranstaltung                               | Disziplin    | Platz | Name                               |
| --------- | ------------------------------------------- | ------------ | ----- | ---------------------------------- |
| 1976      | Schottland: Einzelmeisterschaften           | Mixed        | 1     | Billy Gilliland / Joanna Flockhart |
| 1977      | Weltmeisterschaft                           | Mixed        | 3     | Billy Gilliland / Joanna Flockhart |
| 1977      | Schottland: Einzelmeisterschaften           | Herrendoppel | 1     | Billy Gilliland / Fraser Gow       |
| 1977      | Schottland: Einzelmeisterschaften           | Mixed        | 1     | Billy Gilliland / Joanna Flockhart |
| 1977      | Scottish Open                               | Mixed        | 1     | Billy Gilliland / Joanna Flockhart |
| 1978      | Schottland: Einzelmeisterschaften           | Herrendoppel | 1     | Billy Gilliland / Fraser Gow       |
| 1978      | Europameisterschaft                         | Mixed        | 3     | Billi Gilliland / Joanna Flockhart |
| 1978      | Irland: Internationale Meisterschaften      | Mixed        | 1     | Billy Gilliland / Joanna Flockhart |
| 1978      | Schottland: Internationale Meisterschaften  | Mixed        | 1     | Billy Gilliland / Joanna Flockhart |
| 1978      | Schottland: Einzelmeisterschaften           | Mixed        | 1     | Billy Gilliland / Joanna Flockhart |
| 1979      | Schottland: Internationale Meisterschaften  | Mixed        | 1     | Billy Gilliland / Joanna Flockhart |
| 1979      | Schottland: Einzelmeisterschaften           | Herreneinzel | 1     | Billy Gilliland                    |
| 1979      | Schottland: Einzelmeisterschaften           | Mixed        | 1     | Billy Gilliland / Joanna Flockhart |
| 1980      | Duinwijk International                      | Herrendoppel | 1     | Billy Gilliland / Dan Travers      |
| 1980      | Duinwijk International                      | Mixed        | 1     | Billy Gilliland / Christine Heatly |
| 1980      | Europameisterschaft                         | Mixed        | 3     | Billi Gilliland / Christine Heatly |
| 1980      | Wales: Internationale Meisterschaften       | Mixed        | 1     | Billy Gilliland / Karen Puttick    |
| 1980      | Schottland: Einzelmeisterschaften           | Herrendoppel | 1     | Billy Gilliland / Dan Travers      |
| 1980      | Schottland: Einzelmeisterschaften           | Mixed        | 1     | Billy Gilliland / Joanna Flockhart |
| 1980      | Northumberland International                | Mixed        | 1     | Billy Gilliland / Barbara Sutton   |
| 1981      | Portugal: Internationale Meisterschaften    | Mixed        | 1     | Billy Gilliland / Eva Stuart       |
| 1981      | Schottland: Einzelmeisterschaften           | Herrendoppel | 1     | Billy Gilliland / Dan Travers      |
| 1981      | Schottland: Einzelmeisterschaften           | Mixed        | 1     | Billy Gilliland / Joanna Flockhart |
| 1981      | Schweden: Internationale Meisterschaften    | Mixed        | 1     | Billy Gilliland / Nora Perry       |
| 1981      | Niederlande: Internationale Meisterschaften | Herrendoppel | 1     | Billy Gilliland / Dan Travers      |
| 1981      | Schottland: Internationale Meisterschaften  | Mixed        | 1     | Billy Gilliland / Gillian Gilks    |
| 1981      | Victor Cup                                  | Herrendoppel | 2     | Billy Gilliland / Eddy Sutton      |
| 1981      | Victor Cup                                  | Mixed        | 1     | Billy Gilliland / Nora Perry       |
| 1982      | Schottland: Internationale Meisterschaften  | Mixed        | 1     | Billy Gilliland / Gillian Gilks    |
| 1982      | Schottland: Einzelmeisterschaften           | Herrendoppel | 1     | Billy Gilliland / Dan Travers      |
| 1982      | Irland: Internationale Meisterschaften      | Herrendoppel | 1     | Billy Gilliland / Dan Travers      |
| 1982      | Wales: Internationale Meisterschaften       | Mixed        | 1     | Billy Gilliland / Karen Chapman    |
| 1982      | Irland: Internationale Meisterschaften      | Mixed        | 1     | Billy Gilliland / Christine Heatly |
| 1982      | Schottland: Internationale Meisterschaften  | Herrendoppel | 1     | Billy Gilliland / Dan Travers      |
| 1982      | All England                                 | Mixed        | 2     | Billy Gilliland / Karen Chapman    |
| 1982      | Schottland: Einzelmeisterschaften           | Mixed        | 1     | Billy Gilliland / Christine Heatly |
| 1982      | All England                                 | Herrendoppel | 2     | Billy Gilliland / Dan Travers      |
| 1982      | Kanada: Internationale Meisterschaften      | Mixed        | 1     | Billy Gilliland / Karen Chapman    |
| 1983      | Irland: Internationale Meisterschaften      | Herrendoppel | 1     | Billy Gilliland / Dan Travers      |
| 1983      | Portugal: Internationale Meisterschaften    | Herrendoppel | 1     | Billy Gilliland / Alex White       |
| 1983      | Portugal: Internationale Meisterschaften    | Mixed        | 1     | Billy Gilliland / Jane Shipman     |
| 1983      | Irland: Internationale Meisterschaften      | Mixed        | 1     | Billy Gilliland / Christine Heatly |
| 1983      | Schottland: Einzelmeisterschaften           | Mixed        | 1     | Billy Gilliland / Christine Heatly |
| 1983      | Scottish Open                               | Herrendoppel | 1     | Billy Gilliland / Dan Travers      |
| 1983      | Schottland: Einzelmeisterschaften           | Herrendoppel | 1     | Billy Gilliland / Dan Travers      |
| 1984      | Europameisterschaft                         | Herrendoppel | 3     | Billi Gilliland / Dan Travers      |
| 1984      | Scottish Open                               | Mixed        | 1     | Billy Gilliland / Gillian Gowers   |
| 1984      | Schottland: Einzelmeisterschaften           | Mixed        | 1     | Billy Gilliland / Christine Heatly |
| 1984      | Schottland: Einzelmeisterschaften           | Herrendoppel | 1     | Billy Gilliland / Dan Travers      |
| 1984      | Irland: Internationale Meisterschaften      | Mixed        | 1     | Billy Gilliland / Christine Heatly |
| 1985      | All England                                 | Mixed        | 1     | Billy Gilliland / Nora Perry       |
| 1985      | Japan Open                                  | Mixed        | 1     | Billy Gilliland / Gillian Gowers   |
| 1985      | Wales: Internationale Meisterschaften       | Herrendoppel | 1     | Billy Gilliland / Dan Travers      |
| 1985      | Kanada: Internationale Meisterschaften      | Mixed        | 1     | Billy Gilliland / Nora Perry       |
| 1985      | Schottland: Einzelmeisterschaften           | Herrendoppel | 1     | Billy Gilliland / Dan Travers      |
| 1985      | Irland: Internationale Meisterschaften      | Mixed        | 1     | Billy Gilliland / Christine Heatly |
| 1985      | Scottish Open                               | Mixed        | 1     | Billy Gilliland / Gillian Gowers   |
| 1985      | Schottland: Einzelmeisterschaften           | Mixed        | 1     | Billy Gilliland / Christine Heatly |
| 1985/1986 | Belgien: Internationale Meisterschaften     | Mixed        | 1     | Billy Gilliland / Nora Perry       |
| 1986      | Japan Open                                  | Mixed        | 1     | Billy Gilliland / Nora Perry       |
| 1986      | Schottland: Einzelmeisterschaften           | Mixed        | 1     | Billy Gilliland / Christine Heatly |
| 1986      | Schottland: Einzelmeisterschaften           | Herrendoppel | 1     | Billy Gilliland / Dan Travers      |
| 1987      | Schottland: Einzelmeisterschaften           | Mixed        | 1     | Billy Gilliland / Christine Heatly |
| 1987      | Schweiz: Internationale Meisterschaften     | Herrendoppel | 1     | Billy Gilliland / Andy Goode       |
| 1992      | Kanada: Masters 35 plus                     | Mixed        | 1     | B. Gilliland / W. Carter           |
| 1995      | Kanada: Masters 35 plus                     | Mixed        | 1     | B. Gilliland / G. Gilliland        |
| 1995      | Kanada: Masters 35 plus                     | Herrendoppel | 1     | B. Gilliland / Bob MacDougall      |

## Referenzen
- Steve Baddeley: All England Championships, World Badminton, 1985 (6), 8-9.
- Pat Davis: All change at Wembley, World Badminton 1982 (6), 12-13.
- Pat Davis: The Encyclopaedia of Badminton. Robert Hale, London, 1987, S. 63, ISBN 0-7090-2796-6.

| Personendaten    | Personendaten                 |
| ---------------- | ----------------------------- |
| NAME             | Gilliland, Billy              |
| ALTERNATIVNAMEN  | Gilliland, William A.         |
| KURZBESCHREIBUNG | schottischer Badmintonspieler |
| GEBURTSDATUM     | 27. März 1957                 |
| GEBURTSORT       | Greenock                      |